# Dicerothamnus
Dicerothamnus är ett släkte av korgblommiga växter. Dicerothamnus ingår i familjen korgblommiga växter.
Kladogram enligt Catalogue of Life:
| Dicerothamnus | \| \| Dicerothamnus adpressus \| \| \| \| \| \| Dicerothamnus rhinocerotis \| \| \| \| |
|               | \| \| Dicerothamnus adpressus \| \| \| \| \| \| Dicerothamnus rhinocerotis \| \| \| \| |
|               | Dicerothamnus adpressus                                                                |
|               |                                                                                        |
|               | Dicerothamnus rhinocerotis                                                             |
|               |                                                                                        |